# 自首與投案
自首是指犯人在犯罪未被發覺前，向负责管理的公務員（如檢察官、警察等具偵查權之人）告知其罪行，並接受裁判。在中国大陆以及台灣，自首都是法定減刑事由之一。投案则是指犯罪已被發覺，但不知犯人身份
，或已知犯人身份時后犯人主動到案，配合偵查並接受裁判。在台灣，投案不是法定減刑事由之一，而在中国大陆，投案是法定减刑事由之一。“投案”和“自首”两个词汇时常会被非法律界人士错误使用，或者被合称为“投案自首”。
如果犯人犯下罪行过重（如恶性谋杀，强奸，抢劫，以及巨额贪污等），即使有自首或投案情节，有时也不会被从轻或减轻处罚。例如在中国大陆，对于犯下性质极其恶劣的故意杀人罪和涉及数额特别巨大的贪污罪的嫌犯，即使其自首或投案，法院也会判处死刑立即执行，比如上海杀妻藏尸案中的兇嫌朱曉東。